# Autosoma

Influencia de un autosoma recesivo.(Segunda Ley de Mendel).

Un autosoma o cromosoma somático es cualquier cromosoma que no sea un  cromosoma sexual. 

## Etimología
El vocablo autosoma fue tomado del inglés autosome. Del griego αὐτός auto-'que actúa por sí mismo o sobre sí mismo' + σῶ-μα/ματος sōm(a) cuerpo o corpúsculo. 
Es un neologismo acuñado en 1906 para el idioma inglés por el zoólogo y citólogo Thomas Harrison Montgomery.

## Características
Los cromosomas autosómicos dentro de una célula diploide común, se presentan como un par que tienen la misma morfología. 
En el humano, los cromosomas del par 1 al 22 son autosomas, y el par 23 corresponde a los cromosomas sexuales X o Y, también llamados heterocromosomas o gonosomas.
Los rasgos o caracteres ligados a los autosomas se dice que presentan una herencia autosómica, y los rasgos o caracteres ligados a los cromosomas sexuales o heterocromosomas son independientes de X o de Y. Algunos desórdenes genéticos son causados por un número anormal de cromosomas autosomas. 
Los gonosomas o cromosomas sexuales, (normalmente X e Y) contienen la información sobre las características sexuales del nuevo individuo.